# Eleições legislativas de 2015 em Santa Maria da Feira

## Resultados Oficiais
| Partido                 | Partido                         | Votos   | %               | +/-   |
| ----------------------- | ------------------------------- | ------- | --------------- | ----- |
|                         | Portugal à Frente               | 31 701  | 43,14 / 100,00  | 6,72  |
|                         | Partido Socialista              | 23 611  | 32,13 / 100,00  | 0,56  |
|                         | Bloco de Esquerda               | 7 899   | 10,75 / 100,00  | 4,89  |
|                         | Coligação Democrática Unitária  | 3 003   | 4,09 / 100,00   | 0,22  |
|                         | Partido Democrático Republicano | 1 097   | 1,49 / 100,00   | Novo  |
|                         | PCTP/MRPP                       | 740     | 1,01 / 100,00   | 0,06  |
|                         | Outros                          | 2 680   | 3,64 / 100,00   |       |
| Votos Inválidos         | Votos Inválidos                 | 2 751   | 3,75 / 100,00   | 0,23  |
| Total                   | Total                           | 73 482  | 100,00 / 100,00 |       |
| Eleitorado/Participação | Eleitorado/Participação         | 126 165 | 58,24 / 100,00  | 2,50  |
| Fonte                   | Fonte                           | [ 1 ]   | [ 1 ]           | [ 1 ] |

## Resultados por Freguesia
Os resultados seguintes referem-se aos partidos que obtiveram mais de 1,00% dos votos:
| Freguesia                       | %     | %     | %     | %     | %    | %    | Votantes |
| Freguesia                       | PÀF   | PS    | BE    | CDU   | PDR  | PCTP | Votantes |
| ------------------------------- | ----- | ----- | ----- | ----- | ---- | ---- | -------- |
| Argoncilhe                      | 46,25 | 29,84 | 10,15 | 3,60  | 1,30 | 1,04 | 4 612    |
| Arrifana                        | 38,91 | 38,04 | 9,66  | 3,73  | 1,62 | 0,84 | 3 218    |
| Caldas de São Jorge e Pigeiros  | 40,08 | 34,62 | 9,27  | 4,75  | 1,60 | 1,22 | 2 126    |
| Canedo, Vale e Vila Maior       | 56,62 | 22,25 | 8,75  | 3,39  | 1,37 | 0,98 | 4 391    |
| Escapães                        | 40,94 | 33,12 | 12,26 | 3,82  | 1,20 | 0,97 | 1 754    |
| Fiães                           | 37,41 | 35,43 | 11,75 | 5,63  | 1,23 | 1,09 | 4 135    |
| Fornos                          | 43,18 | 30,74 | 10,77 | 4,66  | 1,73 | 1,32 | 1 737    |
| Lobão, Gião, Louredo e Guisande | 51,70 | 27,68 | 8,34  | 2,20  | 1,41 | 0,79 | 4 963    |
| Lourosa                         | 39,78 | 36,24 | 10,88 | 2,83  | 1,88 | 1,27 | 4 633    |
| Milheirós de Poiares            | 39,18 | 36,34 | 9,22  | 4,41  | 1,27 | 1,06 | 1 973    |
| Mozelos                         | 38,55 | 33,67 | 12,23 | 5,21  | 1,52 | 1,34 | 3 956    |
| Nogueira da Regedoura           | 42,86 | 30,46 | 12,84 | 4,43  | 1,31 | 1,12 | 3 208    |
| Paços de Brandão                | 48,94 | 27,47 | 10,32 | 3,80  | 1,25 | 0,77 | 2 869    |
| Rio Meão                        | 43,61 | 33,00 | 10,22 | 4,24  | 1,60 | 0,75 | 2 809    |
| Romariz                         | 51,33 | 30,17 | 6,15  | 1,86  | 2,61 | 0,62 | 1 611    |
| Sanguedo                        | 46,74 | 30,01 | 10,81 | 3,84  | 1,21 | 0,77 | 1 823    |
| Santa Maria da Feira            | 43,81 | 30,35 | 11,75 | 4,12  | 1,58 | 0,63 | 9 705    |
| Santa Maria de Lamas            | 42,29 | 34,16 | 10,99 | 3,20  | 1,22 | 1,46 | 2 939    |
| São João de Ver                 | 37,13 | 35,85 | 12,55 | 4,55  | 1,85 | 1,18 | 5 252    |
| São Miguel do Souto e Mosteirô  | 38,64 | 35,69 | 12,17 | 3,24  | 1,50 | 0,92 | 3 460    |
| São Paio de Oleiros             | 34,27 | 35,70 | 10,10 | 10,31 | 0,95 | 1,65 | 2 308    |
| Santa Maria da Feira            | 43,14 | 32,13 | 10,75 | 4,09  | 1,49 | 1,01 | 73 482   |

#### Argoncilhe
| Partido                 | Partido                         | Votos | %               | +/-  |
| ----------------------- | ------------------------------- | ----- | --------------- | ---- |
|                         | Portugal à Frente               | 2 133 | 46,25 / 100,00  | 6,95 |
|                         | Partido Socialista              | 1 376 | 29,84 / 100,00  | 1,11 |
|                         | Bloco de Esquerda               | 468   | 10,15 / 100,00  | 5,47 |
|                         | Coligação Democrática Unitária  | 166   | 3,60 / 100,00   | 0,39 |
|                         | Partido Democrático Republicano | 60    | 1,30 / 100,00   | Novo |
|                         | Pessoas–Animais–Natureza        | 53    | 1,15 / 100,00   | 0,42 |
|                         | PCTP/MRPP                       | 48    | 1,04 / 100,00   | 0,11 |
|                         | Outros                          | 184   | 3,99 / 100,00   |      |
| Votos Inválidos         | Votos Inválidos                 | 172   | 3,73 / 100,00   | 0,09 |
| Total                   | Total                           | 4 612 | 100,00 / 100,00 |      |
| Eleitorado/Participação | Eleitorado/Participação         | 7 536 | 61,20 / 100,00  | 4,43 |

#### Arrifana
| Partido                 | Partido                         | Votos | %               | +/-  |
| ----------------------- | ------------------------------- | ----- | --------------- | ---- |
|                         | Portugal à Frente               | 1 252 | 38,91 / 100,00  | 5,14 |
|                         | Partido Socialista              | 1 224 | 38,04 / 100,00  | 2,33 |
|                         | Bloco de Esquerda               | 311   | 9,66 / 100,00   | 4,49 |
|                         | Coligação Democrática Unitária  | 120   | 3,73 / 100,00   | 0,64 |
|                         | Partido Democrático Republicano | 52    | 1,62 / 100,00   | Novo |
|                         | Outros                          | 156   | 4,85 / 100,00   |      |
| Votos Inválidos         | Votos Inválidos                 | 103   | 3,20 / 100,00   | 0,90 |
| Total                   | Total                           | 3 218 | 100,00 / 100,00 |      |
| Eleitorado/Participação | Eleitorado/Participação         | 5 769 | 55,78 / 100,00  | 3,14 |

#### Caldas de São Jorge e Pigeiros
| Partido                 | Partido                         | Votos | %               |
| ----------------------- | ------------------------------- | ----- | --------------- |
|                         | Portugal à Frente               | 852   | 40,08 / 100,00  |
|                         | Partido Socialista              | 736   | 34,62 / 100,00  |
|                         | Bloco de Esquerda               | 197   | 9,27 / 100,00   |
|                         | Coligação Democrática Unitária  | 101   | 4,75 / 100,00   |
|                         | Partido Democrático Republicano | 34    | 1,60 / 100,00   |
|                         | PCTP/MRPP                       | 26    | 1,22 / 100,00   |
|                         | Pessoas–Animais–Natureza        | 23    | 1,08 / 100,00   |
|                         | Outros                          | 59    | 2,77 / 100,00   |
| Votos Inválidos         | Votos Inválidos                 | 98    | 4,61 / 100,00   |
| Total                   | Total                           | 2 126 | 100,00 / 100,00 |
| Eleitorado/Participação | Eleitorado/Participação         | 3 675 | 57,85 / 100,00  |

#### Canedo, Vale e Vila Maior
| Partido                 | Partido                         | Votos | %               |
| ----------------------- | ------------------------------- | ----- | --------------- |
|                         | Portugal à Frente               | 2 486 | 56,62 / 100,00  |
|                         | Partido Socialista              | 977   | 22,25 / 100,00  |
|                         | Bloco de Esquerda               | 384   | 8,75 / 100,00   |
|                         | Coligação Democrática Unitária  | 149   | 3,39 / 100,00   |
|                         | Partido Democrático Republicano | 60    | 1,37 / 100,00   |
|                         | Outros                          | 193   | 4,39 / 100,00   |
| Votos Inválidos         | Votos Inválidos                 | 142   | 3,23 / 100,00   |
| Total                   | Total                           | 4 391 | 100,00 / 100,00 |
| Eleitorado/Participação | Eleitorado/Participação         | 9 015 | 48,71 / 100,00  |

#### Escapães
| Partido                 | Partido                         | Votos | %               | +/-  |
| ----------------------- | ------------------------------- | ----- | --------------- | ---- |
|                         | Portugal à Frente               | 718   | 40,94 / 100,00  | 8,29 |
|                         | Partido Socialista              | 581   | 33,12 / 100,00  | 0,34 |
|                         | Bloco de Esquerda               | 215   | 12,26 / 100,00  | 5,99 |
|                         | Coligação Democrática Unitária  | 67    | 3,82 / 100,00   | 0,33 |
|                         | Partido Democrático Republicano | 21    | 1,20 / 100,00   | Novo |
|                         | Outros                          | 75    | 4,28 / 100,00   |      |
| Votos Inválidos         | Votos Inválidos                 | 77    | 4,39 / 100,00   | 0,64 |
| Total                   | Total                           | 1 754 | 100,00 / 100,00 |      |
| Eleitorado/Participação | Eleitorado/Participação         | 3 011 | 58,25 / 100,00  | 0,05 |

#### Fiães
| Partido                 | Partido                         | Votos | %               | +/-  |
| ----------------------- | ------------------------------- | ----- | --------------- | ---- |
|                         | Portugal à Frente               | 1 547 | 37,41 / 100,00  | 6,18 |
|                         | Partido Socialista              | 1 465 | 35,43 / 100,00  | 0,02 |
|                         | Bloco de Esquerda               | 486   | 11,75 / 100,00  | 5,42 |
|                         | Coligação Democrática Unitária  | 233   | 5,63 / 100,00   | 0,36 |
|                         | Partido Democrático Republicano | 51    | 1,23 / 100,00   | Novo |
|                         | PCTP/MRPP                       | 45    | 1,09 / 100,00   | 0,18 |
|                         | Outros                          | 151   | 3,66 / 100,00   |      |
| Votos Inválidos         | Votos Inválidos                 | 157   | 3,80 / 100,00   | 0,88 |
| Total                   | Total                           | 4 135 | 100,00 / 100,00 |      |
| Eleitorado/Participação | Eleitorado/Participação         | 7 126 | 58,03 / 100,00  | 1,75 |

#### Fornos
| Partido                 | Partido                         | Votos | %               | +/-  |
| ----------------------- | ------------------------------- | ----- | --------------- | ---- |
|                         | Portugal à Frente               | 750   | 43,18 / 100,00  | 7,58 |
|                         | Partido Socialista              | 534   | 30,74 / 100,00  | 0,27 |
|                         | Bloco de Esquerda               | 187   | 10,77 / 100,00  | 4,92 |
|                         | Coligação Democrática Unitária  | 81    | 4,66 / 100,00   | 0,74 |
|                         | Partido Democrático Republicano | 30    | 1,73 / 100,00   | Novo |
|                         | PCTP/MRPP                       | 23    | 1,32 / 100,00   | 0,50 |
|                         | Outros                          | 69    | 3,98 / 100,00   |      |
| Votos Inválidos         | Votos Inválidos                 | 63    | 3,63 / 100,00   | 1,16 |
| Total                   | Total                           | 1 737 | 100,00 / 100,00 |      |
| Eleitorado/Participação | Eleitorado/Participação         | 3 000 | 57,90 / 100,00  | 2,50 |

#### Lobão, Gião, Louredo e Guisande
| Partido                 | Partido                         | Votos | %               |
| ----------------------- | ------------------------------- | ----- | --------------- |
|                         | Portugal à Frente               | 2 566 | 51,70 / 100,00  |
|                         | Partido Socialista              | 1 374 | 27,68 / 100,00  |
|                         | Bloco de Esquerda               | 414   | 8,34 / 100,00   |
|                         | Coligação Democrática Unitária  | 109   | 2,20 / 100,00   |
|                         | Partido Democrático Republicano | 70    | 1,41 / 100,00   |
|                         | Outros                          | 232   | 4,68 / 100,00   |
| Votos Inválidos         | Votos Inválidos                 | 198   | 3,99 / 100,00   |
| Total                   | Total                           | 4 963 | 100,00 / 100,00 |
| Eleitorado/Participação | Eleitorado/Participação         | 9 677 | 51,29 / 100,00  |

#### Lourosa
| Partido                 | Partido                         | Votos | %               | +/-     |
| ----------------------- | ------------------------------- | ----- | --------------- | ------- |
|                         | Portugal à Frente               | 1 843 | 39,78 / 100,00  | 5,06    |
|                         | Partido Socialista              | 1 679 | 36,24 / 100,00  | 2,57    |
|                         | Bloco de Esquerda               | 504   | 10,88 / 100,00  | 4,95    |
|                         | Coligação Democrática Unitária  | 131   | 2,83 / 100,00   | Estável |
|                         | Partido Democrático Republicano | 87    | 1,88 / 100,00   | Novo    |
|                         | PCTP/MRPP                       | 59    | 1,27 / 100,00   | 0,09    |
|                         | Outros                          | 145   | 3,13 / 100,00   |         |
| Votos Inválidos         | Votos Inválidos                 | 185   | 4,00 / 100,00   | 0,01    |
| Total                   | Total                           | 4 633 | 100,00 / 100,00 |         |
| Eleitorado/Participação | Eleitorado/Participação         | 7 901 | 58,64 / 100,00  | 2,37    |

#### Milheirós de Poiares
| Partido                 | Partido                         | Votos | %               | +/-  |
| ----------------------- | ------------------------------- | ----- | --------------- | ---- |
|                         | Portugal à Frente               | 773   | 39,18 / 100,00  | 5,64 |
|                         | Partido Socialista              | 717   | 36,34 / 100,00  | 2,11 |
|                         | Bloco de Esquerda               | 182   | 9,22 / 100,00   | 4,07 |
|                         | Coligação Democrática Unitária  | 87    | 4,41 / 100,00   | 0,50 |
|                         | Partido Democrático Republicano | 25    | 1,27 / 100,00   | Novo |
|                         | PCTP/MRPP                       | 21    | 1,06 / 100,00   | 0,02 |
|                         | Outros                          | 85    | 4,30 / 100,00   |      |
| Votos Inválidos         | Votos Inválidos                 | 83    | 4,20 / 100,00   | 0,29 |
| Total                   | Total                           | 1 973 | 100,00 / 100,00 |      |
| Eleitorado/Participação | Eleitorado/Participação         | 3 329 | 59,27 / 100,00  | 0,37 |

#### Mozelos
| Partido                 | Partido                         | Votos | %               | +/-  |
| ----------------------- | ------------------------------- | ----- | --------------- | ---- |
|                         | Portugal à Frente               | 1 525 | 38,55 / 100,00  | 6,21 |
|                         | Partido Socialista              | 1 332 | 33,67 / 100,00  | 0,89 |
|                         | Bloco de Esquerda               | 484   | 12,23 / 100,00  | 3,91 |
|                         | Coligação Democrática Unitária  | 206   | 5,21 / 100,00   | 0,60 |
|                         | Partido Democrático Republicano | 60    | 1,52 / 100,00   | Novo |
|                         | Pessoas–Animais–Natureza        | 56    | 1,42 / 100,00   | 0,35 |
|                         | PCTP/MRPP                       | 53    | 1,34 / 100,00   | 0,32 |
|                         | Outros                          | 113   | 2,86 / 100,00   |      |
| Votos Inválidos         | Votos Inválidos                 | 127   | 3,21 / 100,00   | 0,26 |
| Total                   | Total                           | 3 956 | 100,00 / 100,00 |      |
| Eleitorado/Participação | Eleitorado/Participação         | 6 346 | 62,34 / 100,00  | 5,38 |

#### Nogueira da Regedoura
| Partido                 | Partido                         | Votos | %               | +/-  |
| ----------------------- | ------------------------------- | ----- | --------------- | ---- |
|                         | Portugal à Frente               | 1 375 | 42,86 / 100,00  | 9,09 |
|                         | Partido Socialista              | 977   | 30,46 / 100,00  | 0,46 |
|                         | Bloco de Esquerda               | 412   | 12,84 / 100,00  | 6,48 |
|                         | Coligação Democrática Unitária  | 142   | 4,43 / 100,00   | 0,91 |
|                         | Partido Democrático Republicano | 42    | 1,31 / 100,00   | Novo |
|                         | PCTP/MRPP                       | 36    | 1,12 / 100,00   | 0,01 |
|                         | Outros                          | 123   | 3,83 / 100,00   |      |
| Votos Inválidos         | Votos Inválidos                 | 101   | 3,15 / 100,00   | 0,46 |
| Total                   | Total                           | 3 208 | 100,00 / 100,00 |      |
| Eleitorado/Participação | Eleitorado/Participação         | 5 016 | 63,96 / 100,00  | 1,72 |

#### Paços de Brandão
| Partido                 | Partido                         | Votos | %               | +/-  |
| ----------------------- | ------------------------------- | ----- | --------------- | ---- |
|                         | Portugal à Frente               | 1 404 | 48,94 / 100,00  | 9,37 |
|                         | Partido Socialista              | 788   | 27,47 / 100,00  | 2,28 |
|                         | Bloco de Esquerda               | 296   | 10,32 / 100,00  | 3,99 |
|                         | Coligação Democrática Unitária  | 109   | 3,80 / 100,00   | 0,29 |
|                         | Partido Democrático Republicano | 36    | 1,25 / 100,00   | Novo |
|                         | Outros                          | 128   | 4,46 / 100,00   |      |
| Votos Inválidos         | Votos Inválidos                 | 108   | 3,76 / 100,00   | 0,02 |
| Total                   | Total                           | 2 869 | 100,00 / 100,00 |      |
| Eleitorado/Participação | Eleitorado/Participação         | 4 315 | 66,49 / 100,00  | 3,63 |

#### Rio Meão
| Partido                 | Partido                         | Votos | %               | +/-  |
| ----------------------- | ------------------------------- | ----- | --------------- | ---- |
|                         | Portugal à Frente               | 1 225 | 43,61 / 100,00  | 6,47 |
|                         | Partido Socialista              | 927   | 33,00 / 100,00  | 0,06 |
|                         | Bloco de Esquerda               | 287   | 10,22 / 100,00  | 4,54 |
|                         | Coligação Democrática Unitária  | 119   | 4,24 / 100,00   | 0,05 |
|                         | Partido Democrático Republicano | 45    | 1,60 / 100,00   | Novo |
|                         | Outros                          | 107   | 3,80 / 100,00   |      |
| Votos Inválidos         | Votos Inválidos                 | 99    | 3,52 / 100,00   | 0,01 |
| Total                   | Total                           | 2 809 | 100,00 / 100,00 |      |
| Eleitorado/Participação | Eleitorado/Participação         | 4 440 | 63,27 / 100,00  | 0,89 |

#### Romariz
| Partido                 | Partido                         | Votos | %               | +/-  |
| ----------------------- | ------------------------------- | ----- | --------------- | ---- |
|                         | Portugal à Frente               | 827   | 51,33 / 100,00  | 2,50 |
|                         | Partido Socialista              | 486   | 30,17 / 100,00  | 4,12 |
|                         | Bloco de Esquerda               | 99    | 6,15 / 100,00   | 3,28 |
|                         | Partido Democrático Republicano | 42    | 2,61 / 100,00   | Novo |
|                         | Coligação Democrática Unitária  | 30    | 1,86 / 100,00   | 0,25 |
|                         | Partido Nacional Renovador      | 18    | 1,12 / 100,00   | 0,42 |
|                         | Outros                          | 50    | 3,12 / 100,00   |      |
| Votos Inválidos         | Votos Inválidos                 | 59    | 3,67 / 100,00   | 0,54 |
| Total                   | Total                           | 1 611 | 100,00 / 100,00 |      |
| Eleitorado/Participação | Eleitorado/Participação         | 3 118 | 51,67 / 100,00  | 2,21 |

#### Sanguedo
| Partido                 | Partido                         | Votos | %               | +/-  |
| ----------------------- | ------------------------------- | ----- | --------------- | ---- |
|                         | Portugal à Frente               | 852   | 46,74 / 100,00  | 8,31 |
|                         | Partido Socialista              | 547   | 30,01 / 100,00  | 0,49 |
|                         | Bloco de Esquerda               | 197   | 10,81 / 100,00  | 5,70 |
|                         | Coligação Democrática Unitária  | 70    | 3,84 / 100,00   | 1,40 |
|                         | Partido Democrático Republicano | 22    | 1,21 / 100,00   | Novo |
|                         | Outros                          | 74    | 4,06 / 100,00   |      |
| Votos Inválidos         | Votos Inválidos                 | 61    | 3,35 / 100,00   | 1,03 |
| Total                   | Total                           | 1 823 | 100,00 / 100,00 |      |
| Eleitorado/Participação | Eleitorado/Participação         | 3 126 | 58,32 / 100,00  | 1,05 |

#### Santa Maria da Feira
| Partido                 | Partido                         | Votos  | %               |
| ----------------------- | ------------------------------- | ------ | --------------- |
|                         | Portugal à Frente               | 4 252  | 43,81 / 100,00  |
|                         | Partido Socialista              | 2 945  | 30,35 / 100,00  |
|                         | Bloco de Esquerda               | 1 140  | 11,75 / 100,00  |
|                         | Coligação Democrática Unitária  | 400    | 4,12 / 100,00   |
|                         | Partido Democrático Republicano | 153    | 1,58 / 100,00   |
|                         | Outros                          | 397    | 4,09 / 100,00   |
| Votos Inválidos         | Votos Inválidos                 | 418    | 4,31 / 100,00   |
| Total                   | Total                           | 9 705  | 100,00 / 100,00 |
| Eleitorado/Participação | Eleitorado/Participação         | 16 419 | 59,11 / 100,00  |

#### Santa Maria de Lamas
| Partido                 | Partido                         | Votos | %               | +/-  |
| ----------------------- | ------------------------------- | ----- | --------------- | ---- |
|                         | Portugal à Frente               | 1 243 | 42,29 / 100,00  | 8,87 |
|                         | Partido Socialista              | 1 004 | 34,16 / 100,00  | 3,10 |
|                         | Bloco de Esquerda               | 323   | 10,99 / 100,00  | 4,22 |
|                         | Coligação Democrática Unitária  | 94    | 3,20 / 100,00   | 0,57 |
|                         | PCTP/MRPP                       | 43    | 1,46 / 100,00   | 0,53 |
|                         | Partido Democrático Republicano | 36    | 1,22 / 100,00   | Novo |
|                         | Pessoas–Animais–Natureza        | 31    | 1,05 / 100,00   | 0,32 |
|                         | Outros                          | 70    | 2,38 / 100,00   |      |
| Votos Inválidos         | Votos Inválidos                 | 95    | 3,23 / 100,00   | 0,22 |
| Total                   | Total                           | 2 939 | 100,00 / 100,00 |      |
| Eleitorado/Participação | Eleitorado/Participação         | 4 613 | 63,71 / 100,00  | 2,92 |

#### São João de Ver
| Partido                 | Partido                         | Votos | %               | +/-  |
| ----------------------- | ------------------------------- | ----- | --------------- | ---- |
|                         | Portugal à Frente               | 1 950 | 37,13 / 100,00  | 4,46 |
|                         | Partido Socialista              | 1 883 | 35,85 / 100,00  | 3,35 |
|                         | Bloco de Esquerda               | 659   | 12,55 / 100,00  | 5,41 |
|                         | Coligação Democrática Unitária  | 239   | 4,55 / 100,00   | 0,09 |
|                         | Partido Democrático Republicano | 97    | 1,85 / 100,00   | Novo |
|                         | PCTP/MRPP                       | 62    | 1,18 / 100,00   | 0,16 |
|                         | Outros                          | 183   | 3,49 / 100,00   |      |
| Votos Inválidos         | Votos Inválidos                 | 179   | 3,41 / 100,00   | 0,55 |
| Total                   | Total                           | 5 252 | 100,00 / 100,00 |      |
| Eleitorado/Participação | Eleitorado/Participação         | 9 081 | 57,84 / 100,00  | 0,09 |

#### São Miguel do Souto e Mosteiró
| Partido                 | Partido                         | Votos | %               |
| ----------------------- | ------------------------------- | ----- | --------------- |
|                         | Portugal à Frente               | 1 337 | 38,64 / 100,00  |
|                         | Partido Socialista              | 1 235 | 35,69 / 100,00  |
|                         | Bloco de Esquerda               | 421   | 12,17 / 100,00  |
|                         | Coligação Democrática Unitária  | 112   | 3,24 / 100,00   |
|                         | Partido Democrático Republicano | 52    | 1,50 / 100,00   |
|                         | Pessoas–Animais–Natureza        | 37    | 1,07 / 100,00   |
|                         | Outros                          | 121   | 3,49 / 100,00   |
| Votos Inválidos         | Votos Inválidos                 | 145   | 4,19 / 100,00   |
| Total                   | Total                           | 3 460 | 100,00 / 100,00 |
| Eleitorado/Participação | Eleitorado/Participação         | 6 148 | 56,28 / 100,00  |

#### São Paio de Oleiros
| Partido                 | Partido                        | Votos | %               | +/-  |
| ----------------------- | ------------------------------ | ----- | --------------- | ---- |
|                         | Partido Socialista             | 824   | 35,70 / 100,00  | 4,42 |
|                         | Portugal à Frente              | 791   | 34,27 / 100,00  | 5,20 |
|                         | Coligação Democrática Unitária | 238   | 10,31 / 100,00  | 1,44 |
|                         | Bloco de Esquerda              | 233   | 10,10 / 100,00  | 3,63 |
|                         | PCTP/MRPP                      | 38    | 1,65 / 100,00   | 0,03 |
|                         | Outros                         | 103   | 4,46 / 100,00   |      |
| Votos Inválidos         | Votos Inválidos                | 81    | 3,51 / 100,00   | 0,53 |
| Total                   | Total                          | 2 308 | 100,00 / 100,00 |      |
| Eleitorado/Participação | Eleitorado/Participação        | 3 504 | 65,87 / 100,00  | 2,93 |